# Valgard
Valgard  è una serie a fumetti ideata da Michele Carminati per la IT Comics che fa seguito alla serie omonima nata nel 2011 e pubblicata da ComiXrevolution.
Questo nuovo corso ha debuttato nel marzo del 2016 al Cartoomics di Milano.
Il numero 3 è stato presentato in anteprima a Lucca Comics 2017 nella versione in bianco e nero con copertina bianca che l'autore ha disegnato su richiesta.

## Trama
Valgard è un vichingo forte e muscoloso ma molto sfortunato che combatte con avversari di ogni genere e, benché ne esca spesso vincitore, risulta più divertente che vittorioso. Tutte le storie sono mute a parte qualche suono onomatopeico.

## Albi
- Per il primo ciclo vedi Valgard (primo ciclo)
- Secondo ciclo:
  - Valgard 1, IT Comics, 2016, ISBN 9788897584131
  - Valgard 2, IT Comics, 2017, ISBN 9788897584315
  - Valgard 3, IT Comics, 2018, ISBN 9788897584292